# Генрих VIII Легницкий
Генрих VIII Легницкий (пол. Henryk VIII legnicki, нем. Heinrich VII von Liegnitz; 1350/1359 — 12 декабря 1398) — князь Легницкий в 1364—1398 годах (вместе с братьями), администратор Вроцлавской епархии (1379—1381), епископ Влоцлавека (1389—1398).

## Биография
Представитель легницкой линии Силезских Пястов. Четвертый (младший) сын князя Вацлава I Легницкого (1310/1318 — 1364) и Анны Цешинской (ок. 1324—1367). Старшие братья — князья Руперт I, Вацлав II и Болеслав IV Легницкие.
Не желая дробить небольшое княжество, Вацлав I Легницкий избрал для Генриха духовную карьеру (так же, как и его двух старших братьев: Вацлава II и Болеслава IV). Фактическим правителем княжества должен был стать их старший брат, Руперт I.
После смерти отца в 1364 году братья Руперт I, Вацлав II, Болеслав IV и Генрих VIII получили в совместное владение Легницкое княжество. Опекуном князей и регентом княжества стал их дядя, князь Людвик I Бжегский, правивший с 1364 по 1373 год. Людвик в 1378 году выхлопотал для своего племянника Генриха должность каноника в коллегиальной церкви Святого Креста во Вроцлаве. Через год молодой Генрих был уже деканом капитула собора в этом же городе.
21 мая 1379 года Генрих VIII вместе с братьями в Праге участвовал в торжественной присяге на верность королю Чехии Вацлава IV Люксембургскому.
Ранней осенью того же 1379 года Генрих Легницкий был избран администратором Вроцлавской епархии, эту должность он уступил своему старшему брату, епископу вроцлавскому Вацлаву II, 14 января 1381 года. В период исполнения обязанностей администратора епархии князь Генрих Легницкий оказался втянут в острый спор с мещанами Вроцлава. Конфликт начался с того, что князь Руперт прислал в дар своему брату несколько бочек пива, привезенного из Свидницы. Власти города, не получив от Генриха Легницкого платеж за ввоз пива, заявили о нарушении экономических привилегий Вроцлава и конфисковали все бочки с пивом. В ответ Генрих, ссылаясь на привилегии администратора епархии, потребовал возврата товар. Получив отказ, Генрих Легницкий объявил интердикт на весь город. Этот спор, несмотря на посредничество архиепископа гнезненского Януша Сухывилька и короля Чехии Вацлава IV (который даже приказал конфисковать церковное имущество во Вроцлаве), закончился только в мае 1382 года, в результате решения папского легата.
В 1388 году Генрих Легницкий в обмен за отказ от должности администратора Вроцлавской епархии получил от папы римского Урбана VI епископство в далеком Камбре во Фландрии.
Генрих VIII отказался от этой номинации, потому что получил возможность получил сан епископа Влоцлавека после того, как прежний епископ, его родственник, князь Ян Кропидло Опольский, отказался от своего сана, рассчитывая на получение сан архиепископа гнезненского. За кандидатуру Генриха VIII Легницкого на одну из богатых епископств в Польше высказался будущий епископ краковский и известный польский политик Петр Выш.
Официально Генрих Легницкий был объявлен епископом Влоцлавека 14 мая 1389 года. В состав его епархии входили Куявия (принадлежавшая Польскому королевству) и Гданьское Поморье, входившее в состав Тевтонского ордена.
В течение девяти лет князь Генрих Легницкий управлял епархией Влоцлавека. Он мало интересовался судьбой своих подданных, занимаясь получением больших доходов от епископства. Он проживал, в основном, в Силезии, во владениях братьев, князей Руперта I и Вацлава II: в Легнице, Вроцлаве и Отмухуве.
Генрих VIII Легницкий скончался в Легнице 12 декабря 1398 года. Вероятно, причиной его смерти стало отравление во время пира, организованного архиепископом гнезненским Доброгостом из Нового Двора. Он был похоронен в кафедральном соборе Вроцлава, где до сегодняшнего дня сохранилось его надгробие.